# Forræder (Sæson 1)
 For alternative betydninger, se Forræder. (Se også artikler, som begynder med Forræder)
Forræder er første sæson af tv-serien Forræder på TV 2 og blev vist i 2023.  18 kendte danskere deltog, og de blev delt op i to grupper: loyale og forrædere. Seriens vært var Lise Rønne.

## Deltagere
| Deltager             | Beskæftigelse                 | Deltager-Rolle | Grund Til Exit         |
| -------------------- | ----------------------------- | -------------- | ---------------------- |
| Johannes Nymark      | skuspiller og sanger          | Forræder       | Vinder (Episode 8)     |
| Julia Sofia Aastrup  | influencer                    | Loyal          | Andenplads (Episode 8) |
| Bjørli Lehrmann      | biolog og naturvejleder.      | Loyal          | Andenplads (Episode 8) |
| Sarah Mahfoud        | bokser                        | Forræder       | Forvist (Episode 8)    |
| Christian Grau       | tv-vært og forfatter          | Loyal          | Forvist (Episode 8)    |
| Natasha Brock        | stand-up-komiker              | Loyal          | Forvist (Episode 8)    |
| Julie Hastrup        | forfatter                     | Loyal          | Myrdet (Episode 7)     |
| Tine Gøtzsche        | journalist                    | Forræder       | Forvist (Episode 7)    |
| Oscar Bjerrehuus     | tidl. Model og DJ             | Loyal          | Forvist (Episode 6)    |
| Mikkel Klint Thorius | stand-up-komiker              | Loyal          | Forvist (Episode 5)    |
| Mathilde Passer      | skuspiller                    | Loyal          | Myrdet (Episode 5)     |
| Mette Blomsterberg   | konditor                      | Forræder       | Forvist (Episode 4)    |
| Sisse Sejr-Nørgaard  | journalist                    | Loyal          | Forvist (Episode 3)    |
| Tarek Zayat          | skuespiller                   | Loyal          | Myrdet (Episode 3)     |
| Jacob Winneche       | Esports udøver og kommentator | Forræder       | Forvist (Episode 2)    |
| Casper Sobczyk       | kok                           | Loyal          | Myrdet (Episode 2)     |
| Elias Hole           | influencer                    | Forræder       | Forvist (Episode 1)    |
| Kristian Bech        | tv-vært                       | Loyal          | Myrdet (Episode 1)     |

Notes
1. ↑  Johannes blev rekrutteret som forræder i afsnit 6.
2. ↑  Sarah blev rekrutteret som forræder i afsnit 5.
3. ↑  Mette blev rekrutteret som forræder i afsnit 3.

## Episoder
Dag 1: De 18 spillere ankommer til Hvedholm Slot ved Fåborg, tre spillere bliver Forrædere: Tine Gøtzsche, Elias Hole og Jacob “Pimp” Winneche, de mødes for første gang om natten til Dag 2 ved Konklavet. Om natten til Dag 2, myrder de deres første offer Kristian Bech.
Dag 2: Kristian Bech er blevet myrdet, og der afholdes en mindeceremoni for ham som kun 9 af de tilbageværende 17 spillere bliver inviteret med til. De resterende 8 spiller skal løse en opgave, hvor de skal gætte hvilke tre spillere Kristian Bech har udpeget til arvingerne efter ham. For hver rigtigt gæt vinder de 2 sølvbarrer til præmiepuljen. De gætter to ud af tre rigtige og får derfor 4 sølvbarrer med ud fra mindeceremonien. Om aftenen ved Det Runde Bord bliver den Første Forræder, Elias Hole forvist. Ved Konklavet mødes Foræderne: Tine Gøtzche og Jacob “Pimp” Winneche hvor de bliver tilbudt at friste en Loyal eller myrde en, de vælger at myrde en.
Dag 3: Om natten til Dag 3, som er Episode 2, vælger Forræderne at myrde Casper Sobczyk. Efter morgenmaden spiller de deres andet spil som handler om at åbne nogle kufferter på et tog mellem Korinth og Fåborg, det lykkes dem og de vinder 4 sølvbarre og Julie Hastrup finder et skjold så hun ikke kan blive Myrdet om Natten til Dag 4. Om aftenen ved “Det Runde Bord” bliver Den Anden Forræder Jacob “Pimp” Winneche forvist og Tine Gøtzche står alene tilbage som forræder. Om natten til Dag 4 afpresser hun Mette Blomsterberg til at blive Forræder. Mette Blomsterberg er nu Forræder.
Dag 4: Om natten til Dag 4, (Episode 3) myrder Forræderne Tarek Zayat. Om dagen bliver spillerne delt op i tre grupper: Tabu, Skoto og Akro.
Tabu: Johannes Nymark, Sisse Sejr-Nørgaard, Mathilde Passer, Bjørli Lehrmann og Julie Hastrup
Akro: Christian Grau, Oscar Bjerrehuus, Sarah Mahfoud og Natasha Brock
Skoto: Julia Sofia Aastrup, Mette Blomsterberg, Tine Gøtzsche og Mikkel Klint Thorius
Akro skal noget med højder, Tabu skal begraves levende og Skoto skal gå igennem en mørk tunnel, de vinder 6 sølvbarre.
Om aftenen ved “Det Runde Bord” forviser spillerne Sisse Sejr-Nørgaard (Loyal) Forræderne mødes igen om natten til Dag 5, hvor de får at vide at de skal sætte tre spillere på “Dødslisten”.
Episode 4 (Dag 5)

Om natten til Dag 5 hører vi om at Forræderne sætter: Christian Grau (Loyal), Oscar Bjerrehus (Loyal), og Mathilde Passer (Loyal) på Dødsspillet ingen er blevet myrdet, om dagen er de tre spillere blevet kidnappet og de skal redde dem ved at finde det sted de er blevet kidnappet, de får:
Christian Grau: et minut
Oscar Bjerrehus: to minutter
Mathilde Passer: tre minutter
til at tale med dem og finde ud af hvor de er. De finder dem så alle sammen og vinder i alt 6 sølvbarre. Christian Grau som var på dødslisten fik et skjold så han ikke kunne myrdes om Natten til Dag 6. Om aftenen ved “Det Runde Bord” forviser spillerne Mette Blomsterberg (Forræder, Episode 3-4) om natten til Dag 6 vælger Tine Gøtzche (Forræder) at afpresse Sarah Mahfoud til at blive Forræder. Forræderne skal nu myrde en på Dødslisten som enten vil være Oscar Bjerrehus eller Mathilde Passer.
Episode 5 (Dag 6)
Mathilde Passer (Loyal) er blevet myrdet, om dagen skal spillerne tegne et selvportræt det sjoveste selvportræt vinder, hvilket er Johannes Nymark (Loyal) de skal nu skyde hinandens selv portrætter, misser de et skyd mister de en sølvbar, de tre sidste vinder adgang til våbenkammeret. De vinder 8 sølvbarre ud af 10. Mikkel Klint Thorius (Loyal), Sarah Moufoud (Forræder) og Julia Sofia Aastrup (Loyal) vinder adgang til Våbenkammeret. Mikkel Klint Thorius (Loyal) får skjoldet til det men ryger ud til “Det Runde Bord” så det bliver aldrig brugt.
Om aftenen ved “Det Runde Bord” stemmer spillerne Mikkel Klint Thorius (Loyal) ud. Om natten til Dag 7 frister Forræderne: Tine Gøtzche og Sarah Moufoud: Johannes Nymark til at blive Forræder.

Episode 6 (Dag 7)
Johannes Nymark er blevet fristet og takker ja til at blive forræder. Johannes Nymark er nu forræder sammen med Tine Gøtszche og Sarah Mahfoud,
Om morgen ved morgenmadsbordet bliver de andre loyale chokeret over de nu er 3 forræder, de skal nu på mission og 3 deltagere er blevet udvalgt til at kæmpe om et skjold Tine Gøtszche (Forræder) og Johannes Nymark (Forræder) og Natasha Brock (Loyal). Spillet er at bygge et korthus inden for tre minutter, nævne ting der er i en kuffert. De vinder ialt hele 7 sølvbarrer og Tine Gøtszche (Forræder) vinder dysten og modtager et skjold. Om aftenen forviser spillerne igen en loyal denne gang er det Oscar Bjerrehuus (Loyal)
det ser ud til at Forræderne har krammet på jer siger Lise Rønne. om natten til til Dag 8 skal Forræderne sætte 3 deltagere på Dødslisten.

Episode 7 (Dag 8)
Julia Sofia Aastrup, Julie Hastrup og Sarah Moufoud er blevet sat på en dødsliste, efter morgenmaden skal spillerne flytte sække med det rigtige symbol over til en vægt. Tre sække med det rigtige symbol de har 15 minutter, de bliver delt op i 4 Hold man kan kalde Hold A, Hold B, Hold C, Hold Observant.

Hold A: Johannes Nymark og Julie Hastrup
Hold B: Natascha Brock og Sarah Moufoud
Hold C: Julia Sofia Aastrup og Tine Gøtzche
Hold Observant: Christian Grau og Bjørli Lehrmann

Hold A får nul sølv barrer men en sæk. Hold B får nul sølvbarer men to sække. Hold C får nul sølvbarer men to sække. Hold C var hurtigst til at få to sække og Julia Sofia Aastrup (Loyal) vinder skjoldet.
Om aftenen ved “Det Runde Bord” forviser spillerne: Tine Gøtzche (Forræder)
Om natten til Dag 9 myrder Forræderne det eneste mulige offer på dødslisten: Julie Hastrup resten af spillerne finder ud af det i Episode 8.
(Modtagelse af Skjold)
Episode 2 (Dag 3) Julie Hastrup
Episode 3 (Dag 4) Johannes Nymark
Episode 4 (Dag 5) Christian Grau
Episode 5 (Dag 6) Mikkel Klint Thorius
Episode 6 (Dag 7) Tine Gøtszche
Episode 7 (Dag 8) Julia Sofia Aastrup
(Citater sagt af Deltagerne)
Episode 2 (Dag 3) Mikkel Klint Thorius: Jeg har lyst til at kalde Bullshit på det der.
Episode 5 (Dag 6) Julia Sofia Astrup: enten er det nogen sindssyge taktiske Forræder lige nu, ellers så er de bare fucking heldige lige nu.
Episode 5 (Dag 6) Lise Rønne: Det lader til at Forræderne har krammet på jer.
Episode 6 (Dag 7) Julie Hastrup: Hvem er det der kan køre os sådan rundt i manegen.

### Lokationer
Serien er optaget op Hvedholm slot ved Faaborg på Sydfyn
https://hvedholm.slotshotel.dk/
Desuden ses følgende lokationer:
Episode 1:
- Klokketårnet i Faaborg https://www.klokketaarnet.dk/

Episode 2:
- Korinth station - Tilhører Sydfyenske Veteranjernbane
- Veterantog fra Korinth til Faaborg https://veteranbanen-faaborg.dk/

Episode 3:
|                            | Bjørli Lehrmann (Loyal) | Mette Blomsterberg (Loyal | Christian Grau (Loyal) | Julia Sofia Astrup (Loyal) | Mikkel Klint Thorius (Loyal) | Sarah Mafoud (Loyal) | Jacob Winneche (Forræder) | Tine Gøtcszche (Forræder) | Johannes Nymark (Loyal) | Natasha Brock (Loyal) | Casper Sobczyk (Loyal) | Oscar Bjerrehuus (Loyal) | Julie Hastrup (Loyal) | Elias Hole (Forræder) | Mathilde Passer (Loyal) | Tarek Zayat (Loyal) | Sisse Sejr-Nørgaard (Loyal) |
| -------------------------- | ----------------------- | ------------------------- | ---------------------- | -------------------------- | ---------------------------- | -------------------- | ------------------------- | ------------------------- | ----------------------- | --------------------- | ---------------------- | ------------------------ | --------------------- | --------------------- | ----------------------- | ------------------- | --------------------------- |
| Elias Hole (Forræder)      |                         |                           |                        | X                          | X                            | X                    |                           |                           | X                       | X                     | X                      | X                        |                       |                       | X                       | X                   |                             |
| Julia Sofia Astrup (Loyal) |                         | X                         | X                      |                            |                              |                      | X                         | X                         |                         |                       |                        |                          | X                     | X                     |                         |                     | X                           |
| Johannes Nymark (Loyal)    | X                       |                           |                        |                            |                              |                      |                           |                           |                         |                       |                        |                          |                       |                       |                         |                     |                             |
|                            |                         |                           |                        |                            |                              |                      |                           |                           |                         |                       |                        |                          |                       |                       |                         |                     |                             |
|                            |                         |                           |                        |                            |                              |                      |                           |                           |                         |                       |                        |                          |                       |                       |                         |                     |                             |
|                            |                         |                           |                        |                            |                              |                      |                           |                           |                         |                       |                        |                          |                       |                       |                         |                     |                             |
|                            |                         |                           |                        |                            |                              |                      |                           |                           |                         |                       |                        |                          |                       |                       |                         |                     |                             |
|                            |                         |                           |                        |                            |                              |                      |                           |                           |                         |                       |                        |                          |                       |                       |                         |                     |                             |
|                            |                         |                           |                        |                            |                              |                      |                           |                           |                         |                       |                        |                          |                       |                       |                         |                     |                             |